# Rudolf Reinhardt (Schauspieler)
Rudolf Reinhardt (* 8. Februar 1928 in Berlin; † 25. November 2021 in Bad Berka) war ein deutscher Schauspieler.

## Leben
Rudolf Reinhardt entstammte einer Schauspieler-Familie. Mutter Elly Reinhardt-Fuchs und Vater Willy Reinhardt waren beide Schauspieler. Der Großvater Rudolf Fuchs war einer der angesehensten Schauspieler am Meininger Hoftheater unter dem „Theaterherzog“ Georg II. Die Großmutter trug den Titel einer Königlichen Hofopernsängerin in München.
Reinhardt erhielt von 1947 bis 1949 seine Ausbildung am damaligen Schauspielstudio des Meininger Theaters unter der Leitung von Fritz Diez. Im Laufe seines Berufslebens spielte Reinhardt zahlreiche Rollen, unter anderem in Meiningen, Stendal, Chemnitz, Frankfurt/Oder, Senftenberg, Erfurt, Rostock, Greifswald und über viele Jahre am Deutschen Nationaltheater Weimar (DNT). Dabei arbeitete er mit namhaften Regisseuren zusammen, unter anderem ab 1957 mit Horst Schönemann am Theater in Senftenberg. Schönemanns Inszenierungen fanden überregionale Beachtung bis Berlin. Im Nachtasyl von Maxim Gorki spielte Reinhardt die Rolle des alkoholabhängigen Schauspielers. 
1963 wurde Reinhardt am Deutschen Nationaltheater Weimar von Regisseur Fritz Bennewitz mit der Titelrolle in Bertolt Brechts Der unaufhaltsame Aufstieg des Arturo Ui besetzt. Auf die Frage, wie er diese Aufgabe betrachte, berichtete er aus seiner Zeit als Flakhelfer während des Zweiten Weltkriegs 1944/1945, er habe damals Adolf Hitler, das historische Vorbild des Ui mit den charakteristischen Gesten gesehen und wisse daher, wen er da zu spielen habe. Der Schoß, „aus dem diese Gangster gekrochen sind“ sei noch fruchtbar. Die Resonanz nach der Premiere war groß. Die Fachkritik schrieb, Reinhardt liefere als Ui eine originelle Hitler-Studie, er treffe mit dem Gemisch aus Feigheit, Großmäuligkeit und verbrecherischer Brauchbarkeit das Wesentliche der Figur.
Eine der erfolgreichsten Rollen von Reinhardt in der Regie von Fritz Bennewitz am DNT Weimar war der Schurke Autolycus in Shakespeares Das Wintermärchen. 
Ab 1966 war Rudolf Reinhardt am Meininger Theater engagiert. Hier spielte er Hauptrollen unter der Regie von Fred Grasnick. So den Gutsbesitzer Puntila in Brechts Herr Puntila und sein Knecht Matti. In Dürrenmatts Besuch der alten Dame spielte er Alfred Ill, und in dem selten gespielten Drama Herodes und Mariamne von Friedrich Hebbel gab Reinhardt den Herodes. Der Meininger Theaterkritiker Heinz Eingrüber schrieb über Reinhardts Darstellung: „Die Gestaltung des Herodes (Rudolf Reinhardt) und der Mariamne (Helli Ohnesorge) war vollgültig. Ihre disziplinierte sprachliche Leistung strahlte auf das gesamte Ensemble aus.“
1978 verkörperte Reinhardt am Theater Greifswald den jüdischen Geldverleiher Shylock in Shakespeares Kaufmann von Venedig (Regie Fred Grasnick). An diesem Theater spielte er außerdem seine Lieblingsrolle, die Titelrolle im Hauptmann von Köpenick von Carl Zuckmayer.
1981 wechselte Reinhardt wieder nach Weimar, dem Ensemble gehörte er bis 1994 fest an und blieb ihm bis 1996 als Gast verbunden. Hier erfüllte er durch seine Wandlungsfähigkeit unzählige Charaktere und unterschiedliche große und kleine Figuren mit Leben. U. a. spielte er den gewitzten Diener Jacques in Diderots Jacques und sein Herr (die Aufzeichnung der Inszenierung von Christa Lehmann wurde im DDR-Fernsehen gezeigt), den Narren in Shakespeares Was ihr wollt oder den Hakenfingerjakob in Brechts Dreigroschenoper. 
Zuletzt spielte Reinhardt in Weimar 1996 in Das Ballhaus von Steffen Mensching (Regie Herbert Olschok) in einer Reise mit Musik und Tanz durch 60 Jahre deutsche Zeitgeschichte. 
Rudolf Reinhardt starb 2021 und wurde auf dem Hauptfriedhof in Weimar beigesetzt.

## Filmografie
- 1958: Das Galgenspiel (Fernsehaufführung)
- 1958: Die heimliche Geliebte oder die schlaue Susanne (Fernsehinszenierung)
- 1964: Gaudeamus Igitur (Fernsehspiel)
- 1965: Mass für Mass (Fernsehinszenierung)
- 1966: Der Auswanderer Siegfried A. (Fernsehspiel)
- 1982: Jaques und sein Herr oder die Willkür des Autors (Theateraufzeichnung)
- 1989: Narrenweisheit (zweiteiliger Fernsehfilm)